# پردیسان
پردیسان یک شهرک مسکونی بزرگ در استان قم و حاشیه شهر قم و به عنوان منطقه هشتم شهرداری قم است که در جنوب غربی کلانشهر قم قرار دارد.
این شهرک یا همان شهر جدید، در حال حاضر حدود ۳۰۰ هزار نفر جمعیت دارد و علی رغم پیگیری ها، هنوز در حالت بلاتکلیفی از آن به عنوان یکی از پر جمعیت ترین شهر های جدید در ایران یاد نمیشود و تاکنون به شهر مستقل تبدیل نشده است.
کار طراحی و ساخت این شهرک در سال ۷۵–۱۳۷۴ آغاز گردید و در سال ۱۳۷۷ توسط وزارت مسکن و شهرسازی تأسیس شد. شهرک پردیسان در سال ۱۳۹۰ به یکی از مناطق هشت گانه شهرداری قم تبدیل شد. منطقه پردیسان در تاریخ سی ام بهمن‌ماه سال ۷۵ به عنوان محدوده خدمات شهری شهر قم اضافه شد.

## موقعیت
پردیسان در جنوب غربی شهر قم و در مسیر شهرستان کهک است.

## مؤسسات و مراکز فرهنگی و علمی
- مؤسسه آموزشی و پژوهشی امام خمینی
- دانشگاه پیام نور قم
- دانشگاه شهاب دانش
- دانشگاه آزاد اسلامی قم
- پارک علم و فناوری قم
- پژوهشگاه حوزه و دانشگاه
- پژوهشگاه فرهنگ و اندیشه اسلامی
- مؤسسه شیعه‌شناسی
- دانشگاه ادیان و مذاهب
- دانشگاه باقرالعلوم
- مؤسسه آموزش عالی پویش ( دانشگاه انتفاحی )
- دانشکده فنی پسران قم ( بخش کارگاهی )

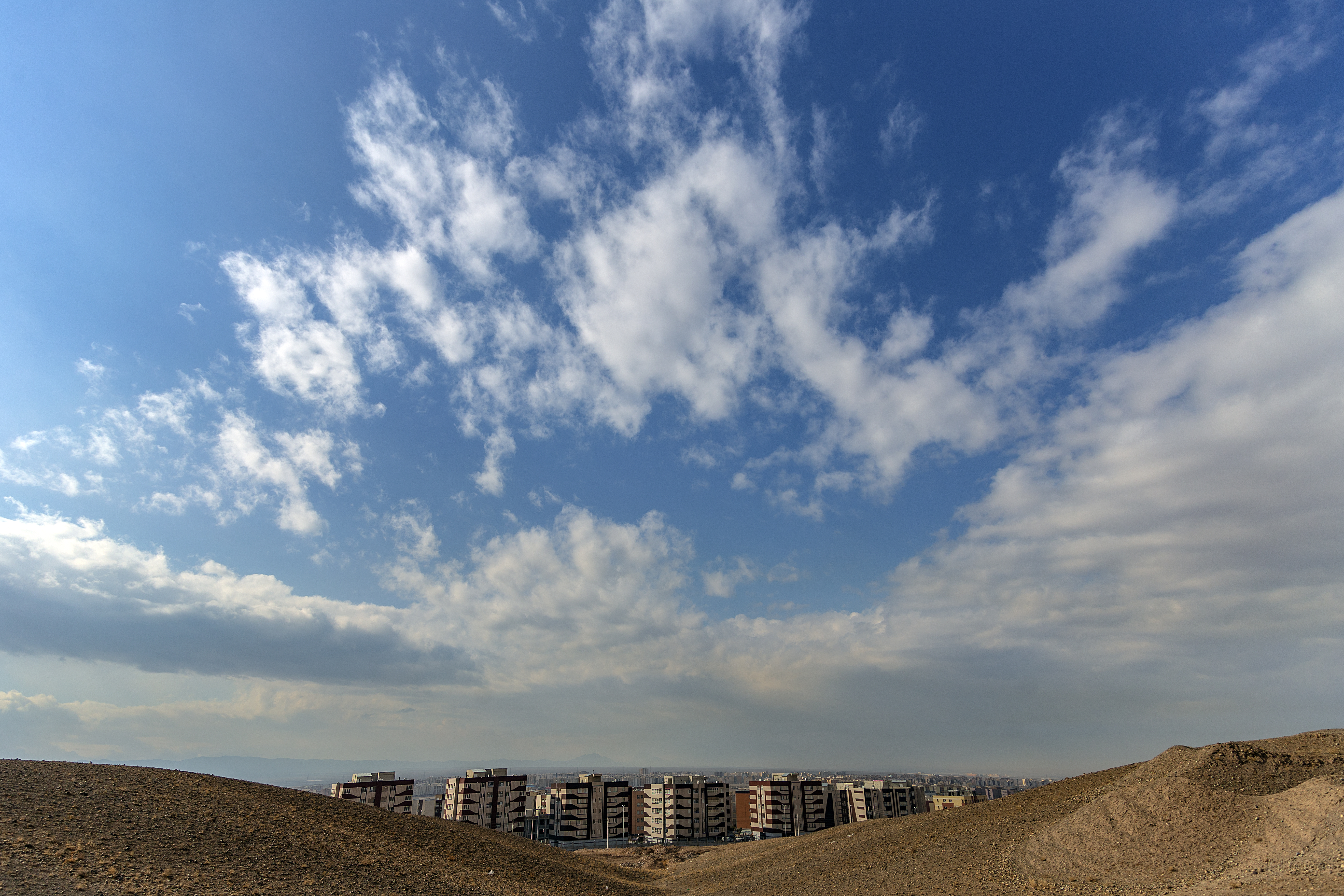
نمایی از شهرک پردیسان قم

## نواحی شهرداری
پردیسان به سه منطقهٔ شهری تقسیم شده‌است:

### ناحیهٔ یک
ناحیهٔ ۱ پردیسان (معروف به شهر پردیسان)
دارای امکانات درمانگاه شبانه‌روزی، درمانگاه تخصصی اطفال، داروخانه شبانه‌روزی، مرکز سونوگرافی و فیزیوتراپی، دندانپزشکی، سالن‌های ورزش چند منظوره، استخر وسونا، سالن بدنسازی، بوستانهای محلی، فروشگاه‌های زنجیره ای و مراکز خرید، شعب بانک، پمپ بنزین و … می‌باشد.

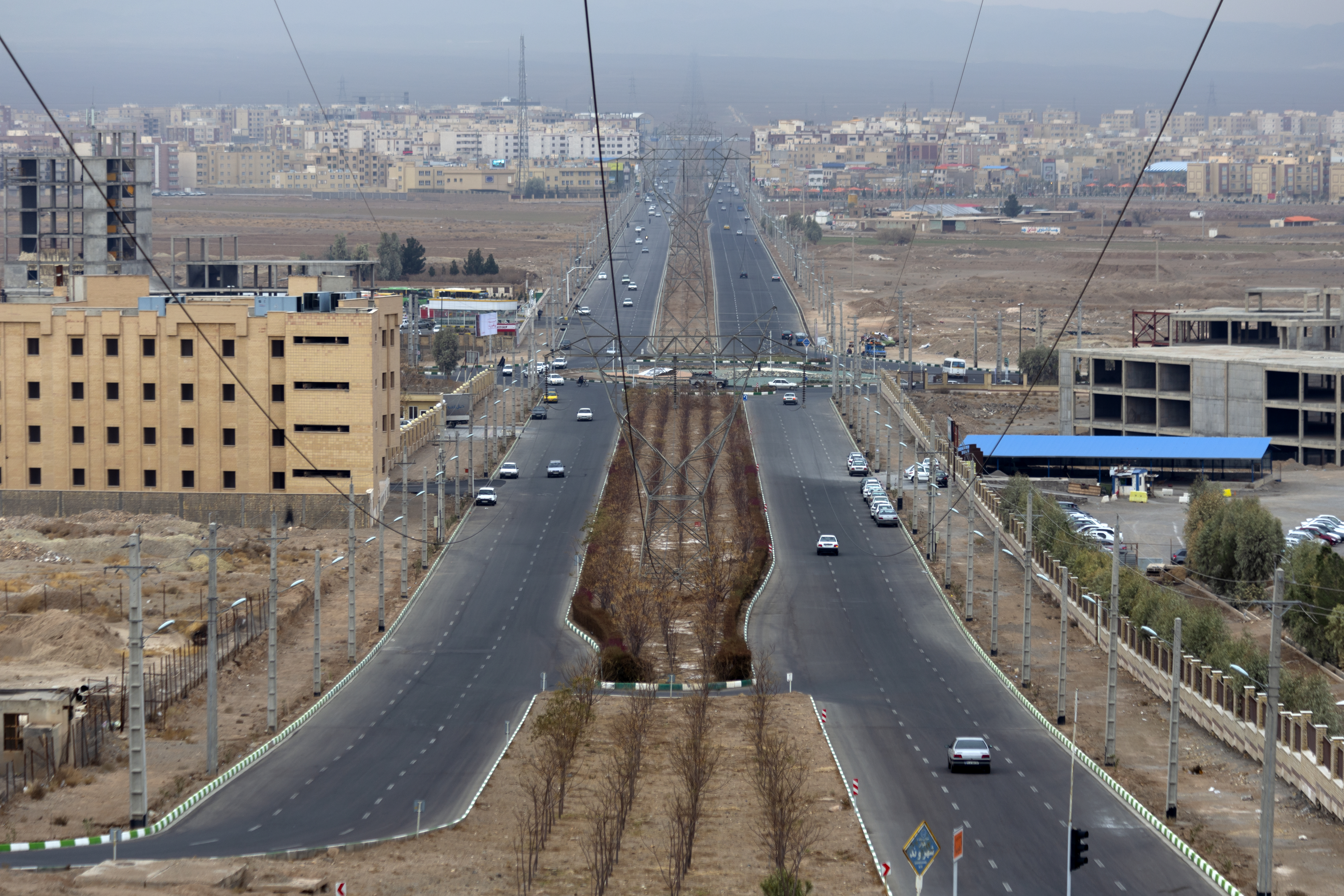
بلوار شهروند که از شمال تا جنوب پردیسان امتداد دارد

### ناحیهٔ ۲
ناحیهٔ ۲ (معروف به شهرک پردیسان) از ۱۲۶۱ واحد در ۲۷ مجتمع مسکونی، ۴۰۰ مسکن ویلایی، ۱۰۰ واحد تجاری، ۱ مجتمع ورزشی، ۴ مسجد، ۶ دانشگاه، ۹ مدرسه، ۱ ایستگاه آتش‌نشانی، ۱ جایگاه عرضه سوخت بنزین و گاز، ۲ مرکز درمانی و ۲ داروخانه و ۷ بوستان تشکیل شده‌است.

### ناحیهٔ ۳
ناحیهٔ ۳ (معروف به مسکن مهر) از ۹ محله تشکیل شده‌است که هر محله دارای یک مدرسه و یک مسجد است. در حال حاضر تمامی محلات تکمیل شده و دارای سکنه هستند.

## امکانات شهری

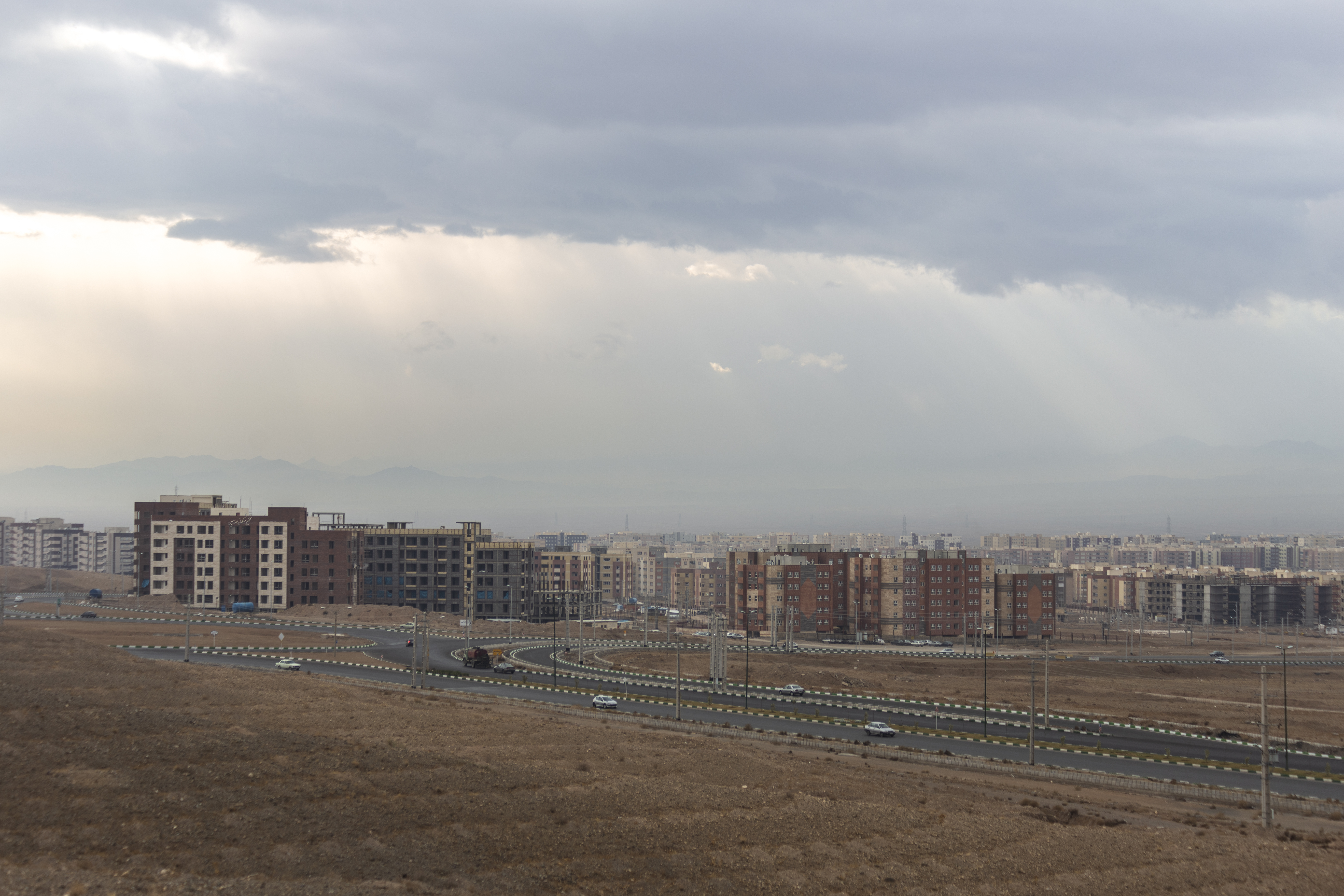
آپارتمان‌های در حال ساخت در انتهای شهرک پردیسان قم

### راه‌های مواصلاتی
از زمان افتتاح پردیسان به مدت ۱۲ سال تنها راه ارتباطی از طریق بلوار غدیر بود که همواره حجم بسیاری از تردد خودورها را شاهد بود. با افزایش جمعیت نیاز ایجاد راه‌های اتصالی دیگر نمایان شد تا اینکه در مرداد سال ۱۳۹۷ با حضور علی لاریجانی، پردیسان دارای مسیر اتصالی دیگری به شهر قم شد. این مسیر بلوار آیت الله بروجردی نام دارد و پردیسان را به جمکران و انتهای زین الدین و بنیاد وصل می‌کند. از اشکالات عمده این راه، چند گردنه و نیز پیچ‌های متعدد مسیر است که موجب تصادفات بسیار شده و می‌شود.

### حمل و نقل
در ابتدای ایجاد پردیسان، تاکسی و اتوبوس تا داخل شهرک می‌آمد، ولی با توسعهٔ پردیسان اتوبوس‌ها دیگر نمی‌توانستند وارد تمام مناطق پردیسان شوند و در نتیجه در سال ۱۳۹۳ پایانهٔ مسافربری پردیسان احداث شد. برای سهولت حمل و نقل در مناطق مختلف پردیسان، تعداد ۱۵ مینی‌بوس برای مناطق مختلف آن در نظر گرفته شده که مسافران را از پایانهٔ پردیسان به مناطق مختلف و بالعکس جابه‌جا می‌کنند. پایانهٔ شهروند پردیسان در ابتدای بلوار شهروند واقع است.
خطوط حمل و نقل داخلی پردیسان شامل شش خط مینی‌بوس:
1. شهرک پردیسان، خیابان اندیشه، میدان تیراژه
2. بلوار شهروند، خیابان البرز، سبلان
3. آزادی، خیابان شهیدان واعظی، شهیدان مخلصی، بلوار ۲۲ بهمن، هزار واحدی
4. آزادی، بلوار امام علی، کوچه ۱ شجاعت، خیابان نشاط، میدان حج، خیابان استقلال
5. آزادی، میدان حج، استقلال، ابوطالب
6. خیابان شهیدان تقوی، میدان شهدای فردو، هزاره نهم

خطوط حمل و نقل به خارج از پردیسان شامل چهار خط اتوبوس:
1. میدان شهید مطهری - بلوار امین - بلوار ۲۲ بهمن
2. پایانه نبوت - بلوار امین - پردیسان
3. پایانه زمزم - موتلفه - پایانه شهروند
4. میدان شهید مطهری - دانشگاه قم - دانشگاه شهاب دانش

### پارک‌ها و فضای سبز
شهر پردیسان با سرانه فضای سبزی بالغ‌بر ۲۵/۹۹ مترمربع به ازای هر شهروند، نزدیک‌ترین استاندارد را به سرانه فضای سبز در اروپا دارد. منطقه پردیسان دارای ۳ بوستان فرامنطقه‌ای و ۲۸ بوستان شهری است. بوستان‌های پردیسان بر اساس محله محوری طراحی‌شده و کاربری‌های لازم مانند مسجد، نانوایی، فروشگاه‌های بزرگ و میوه‌فروشی برای آن تعریف‌شده‌است.
- بوستان ایمان
- بوستان خاتم النبیا
- بوستان پردیس
- بوستان زمرد
- بوستان جانبازان
- بوستان شهروند
- بوستان ژاله
- بوستان ۲۲ بهمن
- بوستان بهار
- بوستان انسیه
- بوستان نسیم
- بوستان شهید گمنام
- بوستان غدیر
- بوستان نگار
- بوستان انقلاب اسلامی
- بوستان کتاب
- بوستان طلائیه
- بوستان یلدا
- بوستان ستاره
- بوستان جنگلی امامت
- بوستان پروانه (ویژه بانوان)
- بوستان ستایش
- بوستان نخبگان
- بوستان عترت
- بوستان ترافیک پردیسان
- پارک پیست دوچرخه سواری پردیسان
- بوستان طراوت
- بوستان کتاب

## معماری
پردیسان به خیابان‌های کم‌عرض و کوچک خود معروف است. خیابان‌هایی که مشکلاتی را هم ایجاد می‌کنند. پیچ در پیچ بودن معابر و خیابان‌هایی که حتی شرکت اتوبوس‌رانی قم حاضر نیست سرویس‌های خود را به آنجا بفرستد. خیابان‌هایی که بس تنگ و باریک ساخته شده‌اند، مجتمع‌های مسکونی که ورودی کوچکی دارند به طوری که خودروهای آتش‌نشانی نمی‌توانند وارد برخی از آن‌ها شوند و در نهایت ساختمان‌هایی که چنان نزدیک به هم ساخته شده‌اند که امکان جاگذاری نردبان میان آن‌ها نیست.

## امام جمعه
امام جمعه کنونی پردیسان محمد رضا حامدی سومین امام جمعه پردیسان می‌باشد.

## بازارها
یک بازار هفتگی در روزهای سه‌شنبه در بلوار شهید نبی لو (ابوطالب) برپا می‌شود که به سه شنبه بازار معروف است.
همچنین در روزهای جمعه میوه فروشان در کنار مسجد امیرالمؤمنین واقع در میدان شهدای منا جمعه بازار برپا می کنند.
علاوه بر بازارهای این‌چنینی فروشگاه‌های اینترنتی بزرگ ایران مانند باسلام، و فروشگاه لپ تاپ رایتاپ و دفتر مرکزی پیام‌رسان ایتا در پردیسان واقع شده است.

## نگارخانه

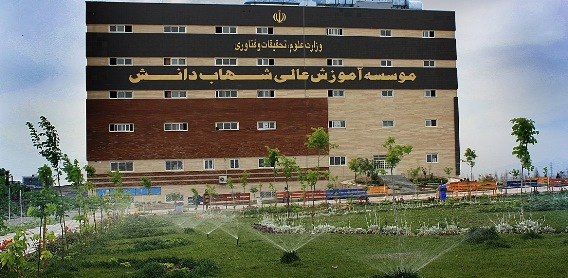
دانشگاه شهاب دانش پردیسان
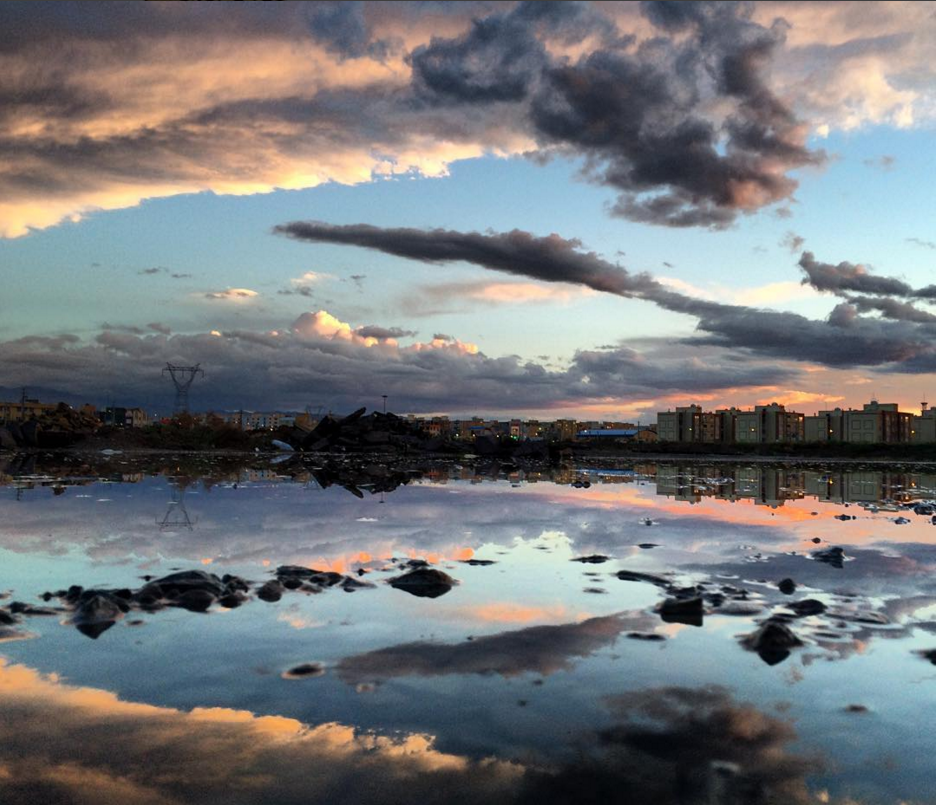
بلوار شهروند، دریاچه حاصل از بارش بهاری.
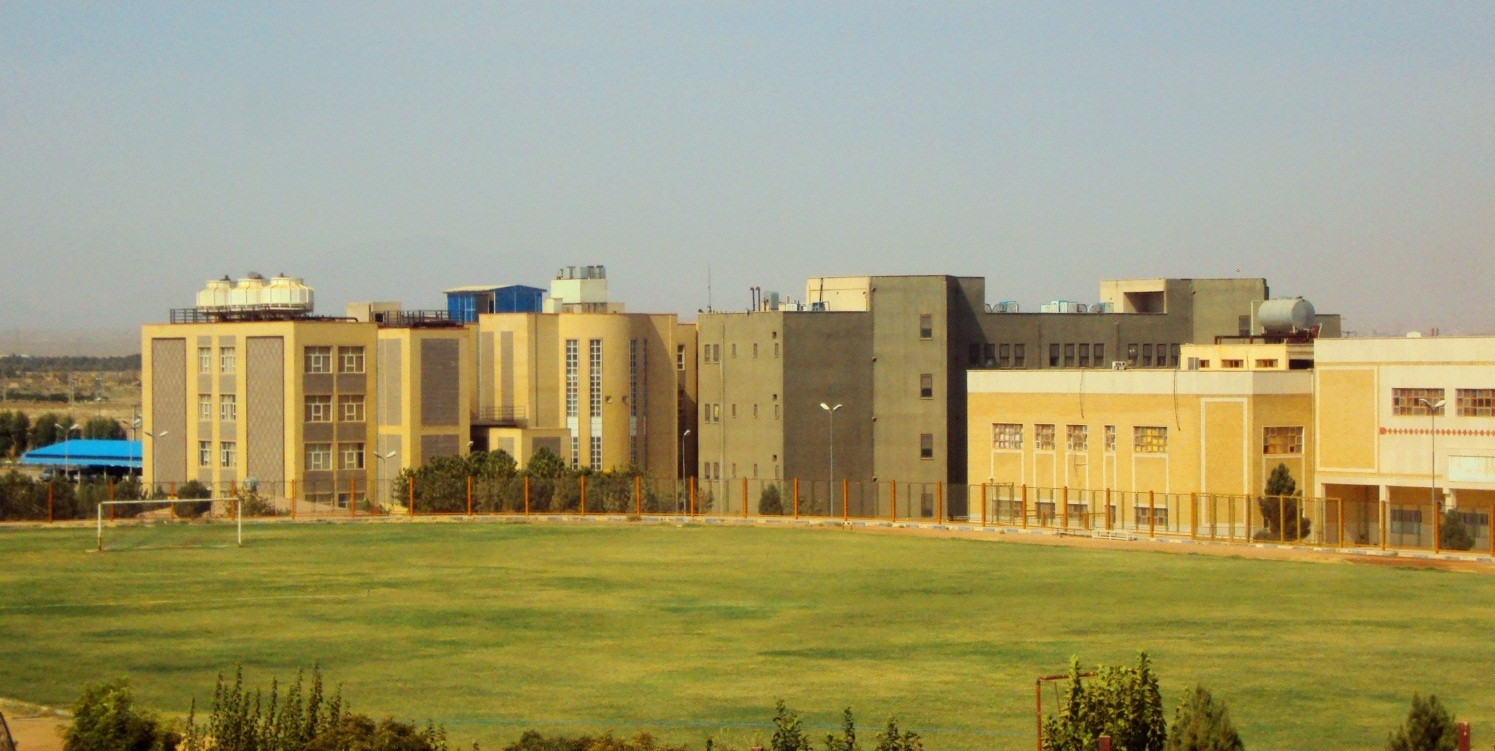
دانشگاه آزاد اسلامی واحد قم (پردیسان).
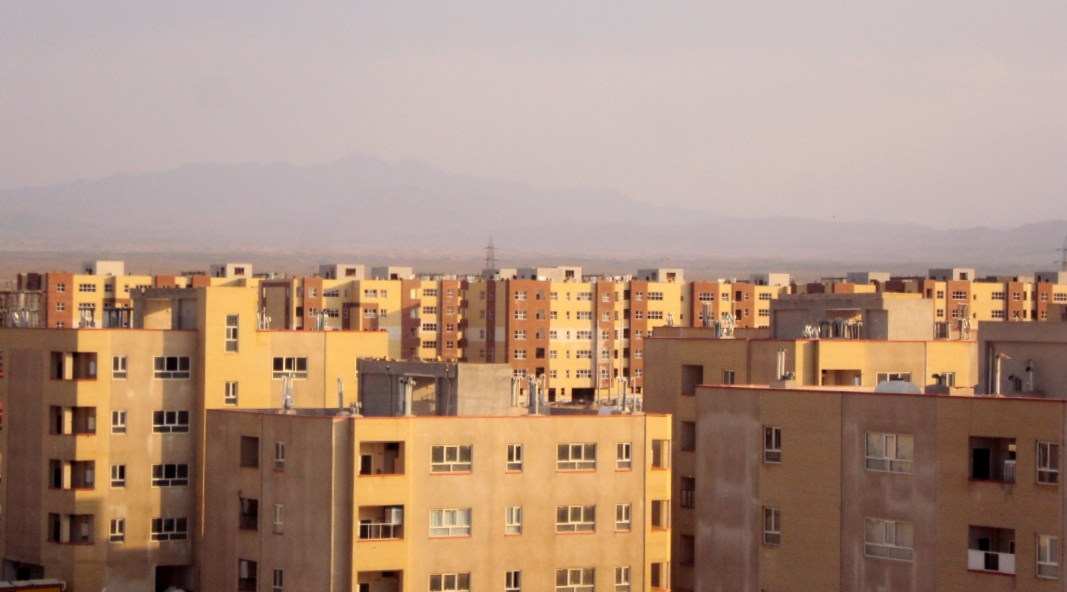
پروژه‌های مسکن مهر (مجتمع مسکونی امام مهدی).